# Petulillo
Petulillo är en ort i Mexiko.   Den ligger i kommunen Peto och delstaten Yucatán, i den östra delen av landet, 1 100 km öster om huvudstaden Mexico City. Petulillo ligger 26 meter över havet och antalet invånare är 103.
Terrängen runt Petulillo är mycket platt. Runt Petulillo är det mycket glesbefolkat, med 5 invånare per kvadratkilometer. Närmaste större samhälle är Saban, 17,1 km öster om Petulillo. I omgivningarna runt Petulillo växer i huvudsak städsegrön lövskog.